# Shaka
Shaka (zulu: Shaka kaSenzangakhona)  (Mthethwa, c. juliol 1787 - KwaDukuza, 22 de setembre de 1828 ↔ 24 de setembre de 1828), també conegut com a Shaka Zulu, nom amb el qual acostuma a aparèixer amb major freqüència en els llibres d'història, fou un cap tribal zulu que a principis del segle xix va iniciar un procés que va transformar la petita tribu sud-africana zulu en la nació guerrera més poderosa d'Àfrica, que es va enfrontar amb èxit a l'avenç de l'Imperi britànic des del cap de Bona Esperança.

## Biografia
Fill del cap dels zulus, el 1812 va ser-ne erigit dirigent. Va demostrar un gran talent com a estrateg i va tenir qualitats diplomàtiques i assimiladores que, juntament amb una habilitat militar superior a la dels seus enemics, van ajudar-lo a expandir un veritable imperi. Va morir assassinat pel seu germanastre el 1828.
Existeixen diverses versions sobre la vida i obra d'aquest cap tribal que sovint estan enfrontades amb la realitat, presentant-lo com un brillant cap militar o com un dèspota inhumà. Les fonts sobre la seva vida provenen principalment de la tradició oral zulu.
En l'època i societat tribal de Shaka existien creences en els rituals màgics i religiosos que els zulus realitzaven fins i tot en l'àmbit de la guerra. Les cròniques europees sempre els van utilitzar per desqualificar la cultura zulu, cosa que va influir en les avaluacions posteriors sobre Shaka.
Tot i que el que més s'ha destacat d'aquest líder tribal és l'aspecte temible de la seva personalitat, es reconeix la genialitat que va demostrar transformant una tribu petita i poc important en una nació que defensava tenaçment el seu territori en un marc de guerres d'anihilació intertribals per la possessió del bestiar o la conquesta del territori.
Quan va arribar al poder, Shaka tenia com a seguidors els 1500 membres del clan del seu pare, dels quals amb prou feines un terç n'eren guerrers. Després d'anys de brutals guerres, en 1820 tot l'altiplà de Natal havia estat conquerit i les terres dels seus enemics devastades. Tres anys després finalment totes les tribus zulus van quedar sota el seu comandament. Finalment en 1826 un exèrcit de 50.000 zulus va atacar i va destruir els ndwandwes, una tribu de 40.000 persones. En el moment de la seva mort, Shaka governava sobre una quart de milió o mig milió de persones i posseïa un exèrcit de 90.000 a 100.000 homes i dones (encara que només podien mobilitzar-se alhora uns 50.000 llancers).
Habitualment s'ha acusat Shaka d'haver mort més d'un milió de persones en les seves campanyes i provocar grans migracions dels seus enemics vençuts que no desitjaven morir. Aquesta xifra prové de l'escriptor Henry Francis Finn l'any 1832, quan el governador de Ciutat del Cap li va informar de la despoblació causada per Shaka. No obstant això, Finn no va ser testimoni presencial dels esdeveniments, per la qual cosa les seves estimacions són qüestionables. No obstant això, no es pot negar que les seves campanyes van causar una gran mortalitat i devastació juntament amb migracions massives.
El regnat de Shaka va ser de només 12 anys (1816-1828); però va forjar una nació que va formar un imperi al sud-est africà durant el segle xix, conegut com la nació zulu, a la qual va donar una sèrie de valors i tradicions que han perdurat fins ara, que encara existeix com a nació en les actuals Basutolàndia i Betxuanalàndia, i es considera independent.
La tradició zulu atribueix Shaka el fet d'haver previst que els blancs li prendrien les terres al seu poble, però potser el que més es valora d'ell és la seva habilitat com a estrateg i creador d'una tradició militar que va permetre els zulus fer front durant molts anys a les forces britàniques i arribar a derrotar-les en més d'una ocasió en batalles com la de Isandhlwana.

## Inicis

Colònia de Natal, segle XIX

En els temps de Shaka, els zulus habitaven en el lloc on avui es troba la província de Natal (est de Sud-àfrica).
Les primeres cròniques europees que relaten la vida dels zulus van ser proporcionades pels nàufrags al segle xviii, que els descrivien com un poble amable, cordial, pròsper i complidors amb la llei, que més tard es va dir que van evolucionar negativament cap a les posteriors cròniques victorianes que amb interès colonial qualificaven als zulus com un poble salvatge, feroç i incivilitzat.
Shaka va néixer un dia indeterminat de l'any 1787 (se'n desconeix la data exacta) com a producte d'un embaràs fora del protocol propi dels nobles zulus, de la seva mare, Nandi, amb el cap zulu Senzangakona. En una societat amb una pràctica de la poligàmia àmpliament estesa i que tenia normes de conducta estrictes que regulaven en particular les relacions sexuals entre joves, i malgrat que Shaka era fill d'un cap, tant ell com la seva mare van caure en desgràcia i van ser marginats per la seva tribu.
La marginació sistemàtica a la qual tots dos van ser sotmesos va arribar a múltiples aspectes de les seves vides i van passar grans penalitats i humiliacions, entre les quals figura el mateix nom de Shaka, que significa en llengua zulu escarabat. Com a conseqüència d'aquesta marginació, es va despertar en ell un notable ressentiment i una sensació d'injustícia que es va convertir més endavant en una ambició despietada i implacable.
Amb el temps, Senzangakona es va convertir en cap dels zulus però va repudiar Shaka com a fill, per la qual cosa la seva mare, conscient que la tradició zulu portava els pares a assassinar als seus fills per evitar amenaces futures, el va allunyar de la tribu per protegir-lo.

## Exili i primers anys de regnat
L'allunyament va suposar per Shaka un amarg exili en el qual, després de vagar per diversos llocs, va acabar sent un guerrer en els regiments (escuts) d'instrucció de la tribu Mthethwa, en la qual va estar diversos anys servint com a soldat i va adquirir una experiència que seria la font de les seves idees innovadores i li va permetre analitzar les tècniques militars i d'organització social.
Durant aquells anys va desenvolupar un físic imponent i un caràcter temperamental, i va destacar tan notablement com a guerrer que, quan va morir el príncep mthethwa, va ser nomenat el seu successor i va rebre el favor del cap Dingiswayo (sembla que Shaka havia ordenat matar els dos hereus directes del tron mthethwa).
Les seves gestes van fer que el cap Dingiswayo cridés el pare de Shaka davant la seva cort i els presentés mútuament. Al principi el seu pare no el va reconèixer, però aquesta trobada va fer que acabessin reconciliant-se, i aquest seria el principi del seu ascens al poder fins a convertir-se en cap de facto de dues tribus en els inicis del seu regnat, després que el pare i un germanastre de Shaka morissin en circumstàncies encara desconegudes.
Shaka va assumir el comandament de la tribu zulu en morir el seu pare i el seu germanastre, i es va convertir així en cap d'una tribu vers la qual, a causa dels anys de marginació que havia sofert fins llavors, no sentia cap mena de lleialtat, però el sofriment que havia patit li va inspirar a fer canvis actuant des del principi amb celeritat i determinació per crear una comunitat basada en els principis del treball, deure social, respecte per la jerarquia i l'autodisciplina, reforçats per un sistema de justícia basat en càstigs severs per tot aquell qui infringia la llei.
Inicialment, Shaka va haver de cuidar-se molt de no ofendre els poderosos ancians de la tribu amb caràcter conservador, però tenint en compte això, va començar a fer canvis substancials en l'organització de l'exèrcit zulu, utilitzant-ho com a motor de canvi per realitzar les reformes que van constituir la base del seu poder.
Així, a mesura que es desenvolupava el seu sistema militar, també anaven canviant els rols exercits per l'home i la dona en la societat zulu. Les dones van començar a fer-se càrrec del subministrament de queviures a la població i a donar suport logístic a l'exèrcit durant les seves campanyes, i els homes van començar a combinar les tradicionals tasques de pasturatge del bestiar amb les militars en igual mesura.
Després de traslladar la seva caserna general a un lloc més convenient per raons estratègiques i modificar les lleis matrimonials zulus, va establir el sistema d'Amabutho, que consistia en la formació de quadres militars amb joves de la mateixa edat a cada àrea, als quals va donar un toc personal, inculcant disciplina, lleialtat, determinació i coratge, alhora que potenciava les habilitats marcials com a element primordial per organitzar un autèntic sistema de milícies, amb un període de servei obligatori que rondava els tres anys.
Existeix la creença acceptada que va instaurar un sistema d'instrucció militar en un terreny cobert d'espines per endurir les plantes dels peus dels guerrers fins a permetre'ls prescindir de les incòmodes sandàlies que utilitzaven, augmentant així la seva mobilitat en el combat, i que va introduir en el seu exèrcit una arma d'invenció pròpia que era una espècie d'assegai curt (llança) molt útil com a arma blanca i molt més manejable que els llargs assegai usats fins llavors, donant-li a l'exèrcit zulu una superioritat tàctica sense precedents a la regió.

## La construcció del Regne

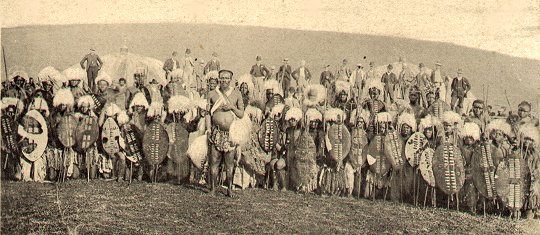
Guerrers zulus

Un cop reorganitzat el seu exèrcit, Shaka va provar les seves noves idees en un enfrontament amb el clan Bhutelezi, un poble amb el qual els zulus ja tenien velles rivalitats, en el qual l'exèrcit zulu va ser tan eficient que els va derrotar estrepitosament en els primers combats i va aconseguir destruir el clan.
Aquesta fou la primera de diverses campanyes militars que els zulus van realitzar en una època coneguda com el Mfecane, un període molt caòtic de la història africana en el qual diversos líders van utilitzar el terror i la violència per sotmetre els seus adversaris, i durant el qual Shaka va haver d'enfrontar-se a l'amenaça de la tribu Ndwandwe, que amb el comandament del cap Zwide va derrotar els Mthethwa i va matar el cap Dingiswayo.
Per fer front a aquesta amenaça, Shaka va buscar formar aliances amb altres tribus i durant les negociacions va ser menyspreat pel cap d'una tribu amb la qual va estar durant el seu exili; la seva reacció contra aquest cap va ser implacable: va enviar a un dels seus Impi (exèrcit de guerrers zulus) i va matar el cap després de sotmetre la tribu i col·locar com a successor de l'antic cap a un altre que es va fer aliat dels zulus i el va ajudar a controlar la zona, amb la qual cosa la fama de Shaka com a home poderós i màgic es va estendre ràpidament.
En 1818, Shaka va lliurar la seva primera batalla contra Zwide, en la qual l'exèrcit zulu va sofrir nombroses baixes, que van començar a cobrir-se amb guerrers de tribus aliades i va procedir a reforçar encara més la disciplina de l'exèrcit per pal·liar-ne les possibles deficiències.
Més tard, en 1819, els exploradors zulus van informar a Shaka que l'exèrcit de Zwide estava preparant un atac davant el qual va reaccionar amb l'abandonament inicial de molts dels assentaments zulus al nord de KwaBulawayo i cridant a files a tots els homes disponibles per reforçar el seu exèrcit.
La seva estratègia va consistir a retirar gradualment les seves tropes a mesura que l'enemic avançava, amb la conseqüència que, al cap d'alguns dies, l'exèrcit de Zwide es va quedar sense provisions i, per augmentar el temor dins les files enemigues, va fer que alguns escamots de guerrers zulus s'infiltressin en el campament enemic amb l'objectiu de minar la seva moral, la qual cosa va facilitar la seva derrota quan van entrar en batalla i com a resultat el cap Zwide va ser executat, els supervivents perseguits i la capital de l'enemic arrasada juntament amb tots els seus habitants.
Després de la derrota dels Ndwandwe, els territoris zulus s'estenien des del massís de Drakensberg fins al mar, amb una àrea costanera que abastava des de Port Natal fins a la badia Delagoa.
La reforma de l'exèrcit iniciada per Shaka va ser essencial per a l'expansió territorial dels zulus. Anteriorment al rei zulu, l'arma principal de les tribus sud-africanes era una llança llarga, llancívola i amb punta de metall, anomenada azagaya. Les batalles es limitaven al llançament d'aquesta arma i rares vegades hi havia combat cos a cos, per la qual cosa no moria molta gent. Shaka va introduir una nova arma, una llança curta que s'usava com a punyal, la iklwa, juntament amb un escut fet de pell de vaca, pesat i molt més gran. La idea era que es protegís amb l'escut la mà esquerra dels atacs de l'enemic, mentre que s'apunyalava a l'enemic amb la iklwa en les costelles.
A més, Shaka va descartar l'ús de sandàlies per donar major velocitat als seus guerrers; els que es van oposar van ser executats. Després d'això va entrenar els seus homes per caminar unes 50 milles diàries sobre terreny agrest i calorós. També els va entrenar per fer tàctiques d'encerclament. Per marxar descalços sobre aquests terrenys diversos quilòmetres diaris, Shaka va ordenar els seus guerrers caminar sobre munts de branques amb espines, usualment d'acàcies.
Per tal d'aconseguir un major suport logístic, tot nen des dels sis anys passava a ser udibi, aprenent de guerrer, i a càrrec dels subministraments i armes. De vegades eren usats com a forces lleugeres per anar a recaptar tributs (bestiar, dones i homes joves) i per atacar forces en els flancs (ibutho lempi).
Va reorganitzar els regiments, que es van seguir dividint per edat, i el treball es va dividir entre els diferents membres i unitats. A cada regiment els donava una insígnia i un nom propi. A les forces armades o exèrcits se'ls anomenava impi (encara que qualsevol força podia portar aquest nom). Es van organitzar «regiments», «cossos» i «exèrcits», on el nombre d'homes variava molt, segons les necessitats de campanya, la mà d'obra local i el desig del rei. Un regiment variava entre 400 i 4000 homes.
La tàctica de batalla principal era la formació de les banyes del búfal:
- La força principal o cap ataca l'enemic pel front i l'immobilitza. La componen els guerrers més forts.
- Les forces dels flancs o banyes: mentre l'enemic està fixat pel «cap», les «banyes» ataquen tots dos flancs de l'enemic buscant deixar atrapat l'enemic.
- La rereguarda o llom darrere del «cap», entraven en acció si es trencava el cèrcol.

La coordinació estava a càrrec dels izinduna (caps de regiments), els quals usaven senyals de mans o missatgers. Cal destacar que totes les innovacions de Shaka són simples adaptacions de la cultura nativa sense cap influència europea.

## Apogeu
La consolidació del poder zulu va tenir una gran repercussió als territoris circumdants; alguns caps van conduir les seves tribus cap al nord, fins als actuals Moçambic i Zimbàbue, uns altres van fugir cap a l'oest per les muntanyes de Drakensberg i els que es van quedar van ser assimilats en el nou Imperi zulu com a vassalls que havien de retre tribut.
Alhora va haver-hi una gran sequera que va convertir Shaka en el governant absolut de gairebé tota la regió de Natal vers 1824 a causa de les lluites intertribals pel control de les fonts d'aigua i menjar que van provocar la desaparició de moltes tribus menors, deixant així extenses zones al sud de la nació zulu convertides en deserts desolats habitats per caníbals.
El poder de l'Imperi zulu es basava en la riquesa proporcionada pel bestiar i la supremacia militar del seu exèrcit sota el control directe de Shaka, el qual vivia com a sobirà absolut en un kraal situat prop del riu Tugela, amb un radi de tres quilòmetres protegits per una tanca de tres metres d'altura que disposava d'un complex d'estances per a la cort i la classe guerrera, i un recinte tancat per al bestiar.
En l'àmbit polític, Shaka va començar a incrementar el seu poder limitant els privilegis dels caps menors de la tribu en diversos aspectes, inclòs l'important paper de ser intermediaris dels esperits ancestrals i nomenant com a caps regionals a aquells que li inspiraven major confiança.
Pel que sembla, va arribar a imposar normes cada vegada més estrictes en la societat zulu que van provocar una completa separació dels guerrers i les dones; i existeixen versions que afirmen que tenia tendència a ordenar execucions de manera capritxosa i arbitrària, com les d'un europeu de nacionalitat desconeguda, que va estar en la seva cort i el va descriure com una persona de gran habilitat però cruel, capritxós, despietat i agressiu, que se sumen a un altre testimoni que el descriu com un tirà salvatge i inhumà amb una mescla de perversitat, amb la guerra com el seu tema de conversa preferit.
Quant a aspectes de la seva vida personal com la sexualitat, existeixen moltes llegendes contradictòries, però sembla que no era promiscu, tot i que la poligàmia era una pràctica habitual entre els zulus i que tenia centenars de dones en la seva cort.
Va ser en 1824 quan van començar a arribar a la zona expedicionaris holandesos i britànics com un factor que alteraria la situació general al sud-est d'Àfrica.

## Últims anys

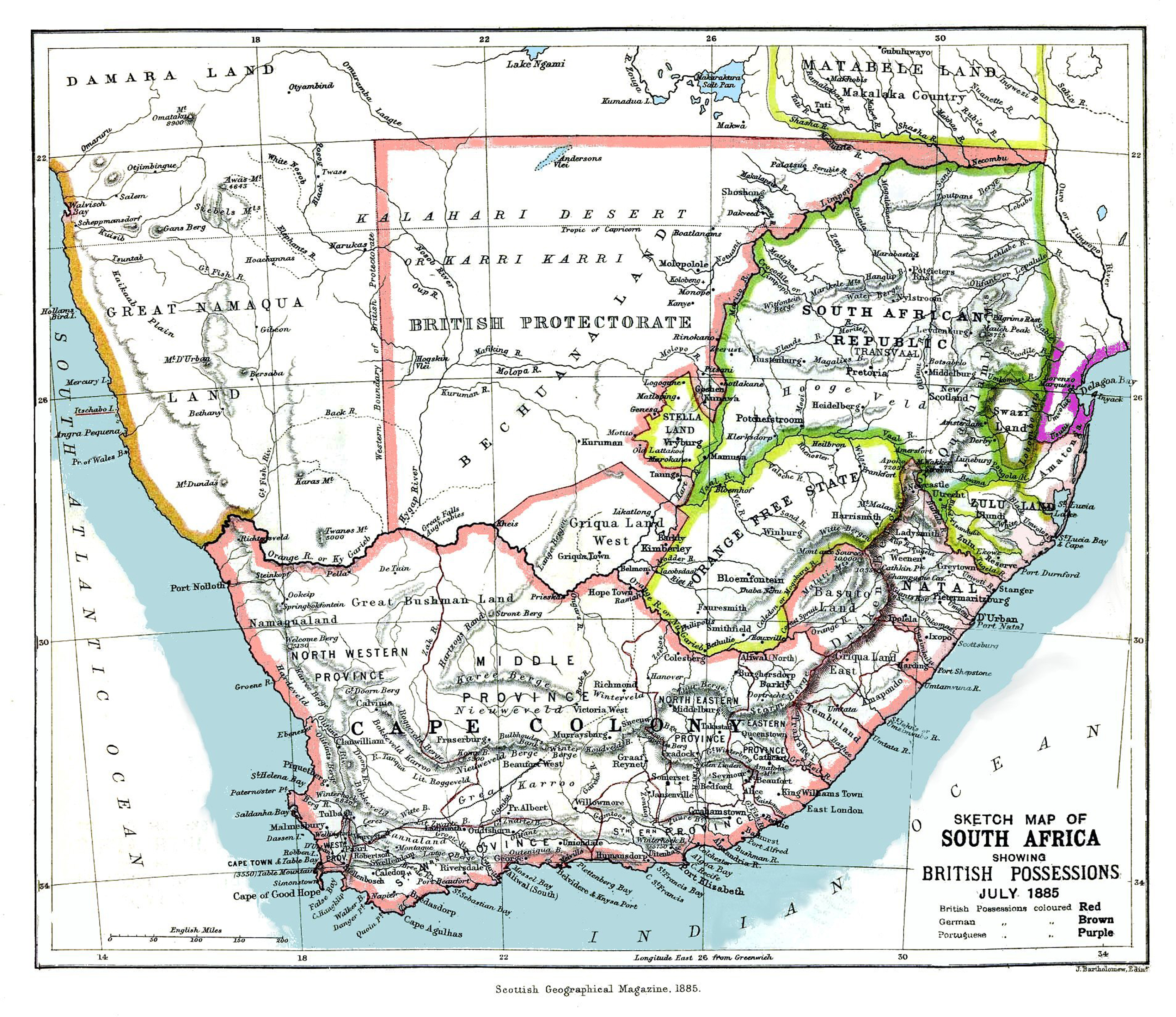
Sud-àfrica (1885)

Fins a principis del segle xix la invasió europea de la zona s'havia limitat a regions costaneres com l'assentament portuguès de Maputo, en la badia Delagoa, al nord del territori zulu, i des del qual els portuguesos comerciaven principalment amb ivori, i esporàdicament amb esclaus. Però a partir de la dècada de 1820 la situació començaria a canviar: els holandesos i britànics van començar a instal·lar-se en el cap de Bona Esperança i van penetrar cap a l'interior d'Àfrica, tenint lloc així els primers enfrontaments amb els nadius.
El primer conflicte important va ser amb la tribu xosa. Anys després d'aquest enfrontament, un destacat membre d'aquesta tribu anomenat Jakot, després d'haver estat esclau d'holandesos i britànics, va aconseguir aprendre les seves llengües fins a convertir-se en el seu intèrpret, es va presentar en la cort de Shaka després del naufragi d'una expedició britànica en la qual viatjava i li va informar de la presència dels europeus a la zona i els seus costums. Shaka el va acollir sota el seu servei després d'un exhaustiu interrogatori i va romandre molts anys en la cort zulu com el seu conseller i confident.
L'any 1824, un grup de joves britànics i holandesos van arribar a KwaBulawayo i van presenciar un intent d'impressionar-los amb regals d'ivori i una espècie de cerimònia composta per una dansa interpretada per dones joves, una desfilada de tropes zulus i una demostració d'enormes ramats de bestiar amb la intenció de demostrar-los la riquesa i el poder de la nació zulu.
Durant aquesta visita, Shaka va patir un intent d'assassinat en el qual va resultar greument ferit i va rebre cures mèdiques d'un dels europeus, Henry Finn, que va aconseguir guarir-lo i obtenir així un gran prestigi entre els zulus, que va fer que Shaka intuís el poder potencial dels europeus i comencés a interessar-se per obtenir la medicina practicada per ells.
Per a això va començar a fer plans per formar una aliança amb els britànics i aconseguir el seu suport, establint relacions comercials importants. Va aconseguir obtenir el compromís de diversos personatges de Port Natal (actual Durban) per arribar a un acord mitjançant una proposta pública a Ciutat del Cap (Sud-àfrica) de mantenir una entrevista per la qual el rei Jordi IV va proposar a Shaka que enviés una representació a Ciutat del Cap. Simultàniament a les negociacions amb els britànics, Shaka també va iniciar una campanya militar a la seva frontera nord contra els Ndwandwe, els quals ja havia derrotat en 1818, en la qual l'acompanyà Henry Finn en qualitat d'aliat i ostatge, per la qual cosa va ser testimoni presencial de molts esdeveniments durant la mateixa.
En realitat, hi havia diversos homes importants a més de Henry Finn i un cap natiu local a Ciutat del Cap que volien aprofitar les circumstàncies per aconseguir drets comercials il·limitats i el cap natiu havia pretès negociar amb Shaka com a mediador de Gran Bretanya, però la realitat era que aquest no tenia autoritat per realitzar cap acord en nom dels britànics.
Aquesta va ser una època en la qual la terra va ser el factor clau del conflicte entre els colons europeus i els nadius africans que es va estendre fins al segle xx. La majoria dels africans no tenien el concepte de propietat dels europeus, i per això van ser víctimes d'un descarat frau per part de colons sense escrúpols, que consistia a usar impressions dactilars del dit polze com a signatura per realitzar documents legals de propietat de forma fraudulenta, per després presentar-los davant les autoritats colonials i reclamar-ne les terres. Això es feia usant armes o ginebra com a obsequi als nadius. Lamentablement, Shaka també va ser objecte d'aquest engany, amb la qual cosa fou induït a lliurar algunes de les terres zulus de Port Natal (actual Durban).
L'organització militar de Shaka va aconseguir el seu màxim nivell durant aquesta campanya. L'exèrcit zulu avançava en una formació de columna utilitzant joves adolescents per conduir el bestiar i les noies joves per transportar menjar i beguda alhora que els nens anaven pel voltant dels territoris assegurats per l'exèrcit per caçar i augmentar el subministrament de menjar.
Per davant del gruix de l'exèrcit, Shaka va enviar una avantguarda d'exploradors i espies entrenats per actuar com a esquers i descobrir la ubicació de l'enemic, al qual van descobrir en els munts Dololwane. Posteriorment, els nens van tornar al territori zulu per raons de seguretat i en entrar en batalla, Shaka va ordenar a les seves tropes que utilitzessin la tàctica habitual de dividir-se en quatre formacions a mesura que els guerrers avançaven des de l'alt d'un vessant, amb moltes dones i nens en la seva rereguarda. La batalla es va desenvolupar en tres xocs frontals durant els quals l'exèrcit zulu va rebutjar l'atac ndwandwe i va fer que l'enemic es batés en retirada, assentjant-lo en una persecució en la qual van matar els guerrers supervivents juntament amb les dones i els nens de la rereguarda, i es van apoderar del seu bestiar.
Aquesta victòria sobre els Ndwandwe va ser decisiva i va col·locar Shaka en el cim del seu poder, assegurant la seva frontera nord i provocant la fugida fins al llac Tanganika d'altres tribus preocupades pel poder zulu; i el seu sistema social va quedar consolidat gràcies a l'eficàcia del seu exèrcit durant la resta del seu regnat.
Shaka va creure necessari traslladar la capital fora de KwaBulawayo però no va aconseguir decidir-se de forma definitiva sobre aquest tema, ja que una de les raons per fer-ho era el seu interès a establir acords amb els britànics de Port Natal i accedir al creixent mercat d'armes de foc que arribaven a la zona.
Va ser llavors quan va ocórrer un fet que va afectar Shaka profundament: la mort de la seva mare. Les circumstàncies d'aquest esdeveniment han estat reconstruïdes mitjançant les descripcions de Henry Finn i les recopilacions de la tradició oral zulu, motiu pel qual existeixen dues versions. Finn explica en les seves cròniques que va veure Nandi unes hores abans de morir suposadament malalta de disenteria, però la tradició oral zulu suggereix que Nandi va enganyar al seu fill per tenir un net, ja que ell sempre es mostrava paranoic davant la possibilitat que un fill li prengués el tron i obligava les seves esposes a avortar o a sacrificar els seus fills quan naixien, i que Shaka va apunyalar a Nandi en una arrencada d'ira quan va descobrir l'engany. Després va intentar salvar-la, sense èxit.
Després de la mort de Nandi, Henry Finn va estimar que unes 7000 persones van ser executades per no mostrar una tristesa suficient que demostrés la seva innocència en el que semblava ser una espècie de complot per assassinar Nandi i, durant un any, Shaka va prohibir els zulus beure llet, plantar cultius i les relacions sexuals, per la qual cosa qualsevol dona que quedava embarassada era executada juntament amb el seu marit.
Mentrestant, Shaka havia escollit un cap per viatjar per mar amb una delegació fins a Ciutat del Cap amb vuitanta ullals d'elefant com a regal per al rei Jordi IV i establir un acord amb els britànics. La delegació va salpar el mes de maig de 1828 però mai va arribar a Ciutat del Cap, ja que va ser detinguda en Port Elisabeth durant diverses setmanes i després es va presentar davant ells un enviat del governador britànic a Ciutat del Cap dient-los de manera terminant que aquesta delegació no els inspirava confiança, que el rei zulu no ostentava cap estatus per al seu govern i que no havia anat fins a allí per negociar amb ells. Després d'aquesta trobada, la delegació no va tenir més opció que tornar a la cort zulu per informar de l'ocorregut, i poc després el cap de la delegació va morir malalt, amb la qual cosa Shaka sospitava que l'havien enverinat.
Shaka va reaccionar amb paciència davant el fracàs de la delegació, però va començar a ser conscient que els europeus tenien interessos contraris als seus i que aquests eren una amenaça per a ell i el seu poble contra la qual haurien d'enfrontar-se tard o d'hora.
Simultàniament, Shaka va organitzar una expedició militar contra la tribu mpondo per assegurar la seva frontera sud i capturar grans ramats de bestiar per recompensar els seus aliats. Va culminar la campanya amb una ràpida victòria, però que tindria resultats contraproduents a llarg termini, ja que algunes de les tribus derrotades van fugir al sud i a Ciutat del Cap, els britànics van començar a tenir notícies sobre la brutalitat de Shaka i també molts dels seus enemics havien fugit a Port Natal esperant trobar suport per soscavar el poder de Shaka.
Vers l'agost de 1828, Shaka estava immers en una profunda crisi política com a conseqüència del fracàs de les negociacions amb els britànics, que havien enviat un poderós contingent de tropes fins a les fronteres zulus per imposar la seva voluntat quan amb prou feines havia acabat el conflicte amb els mpondo.
Tot això va exacerbar els seus temors respecte al futur i el van tornar més inestable pel que, abans que el seu exèrcit tornés de la campanya contra els mpondo, va ordenar executar les esposes de 400 guerrers per suposades pràctiques de bruixeria i va decidir enviar el seu exèrcit de 50.000 homes fins a la badia Delagoa, fent que els seus germanastres acompanyessin l'exèrcit per mantenir-los allunyats de la Cort. No obstant això, aquests van fingir estar malalts per poder tornar a KwaBulawayo sense que Shaka se n'assabentés, i amb la complicitat del servent personal de Shaka van esperar fins al moment en què Shaka s'assegués en l'entrada del seu palau per rebre una delegació durant la nit del 23 de setembre de 1828, i el van apunyalar repetidament fins a assegurar-se que morís.